# 위이

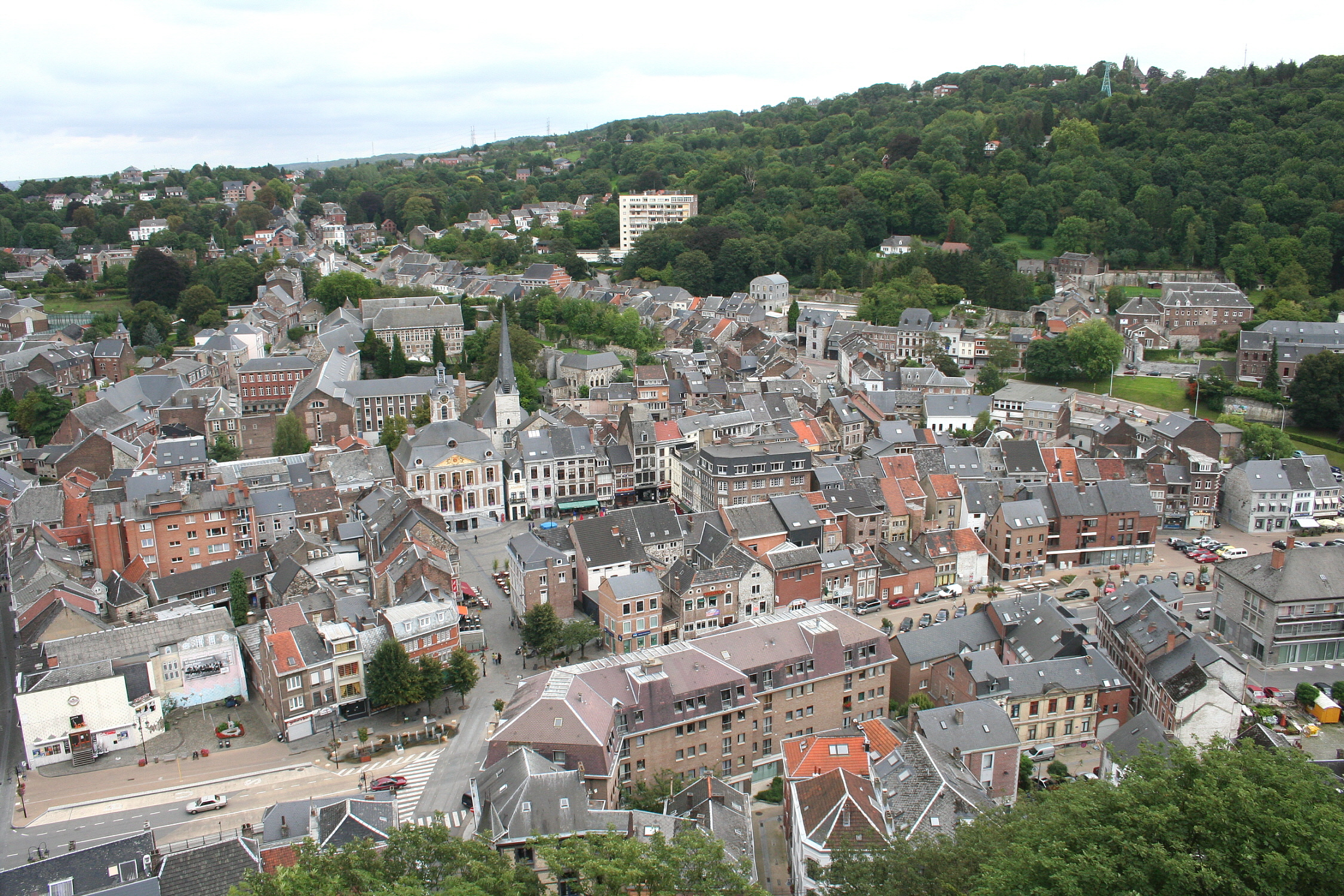
위이

위이(프랑스어: Huy, 네덜란드어: Hoei 후이[*])는 벨기에 왈롱 리에주주에 위치한 도시로 면적은 47.74km2, 인구는 21,205명(2013년 1월 1일 기준), 인구 밀도는 440명/km2이다.

시기
시 문장